# Samothraki
Samothraki (sau Samotrachi, Samotracia, Samotrace) (greacă veche Σαμοθρᾴκη, în alfabetul ionic Σαμοθρηΐκη; greacă Σαμοθράκη, este o insulă grecească situată în nordul Mării Egee. Cu o lungime de 17 kilometri și o suprafață totală de 178 kilometri pătrați, Samotraki este o localitate din regiunea Evros, provincia Macedonia Orientală și Tracia. 
Principalele ocupații ale locuitorilor sunt legate de pescuit și turism.

## Istorie

### Antichitate

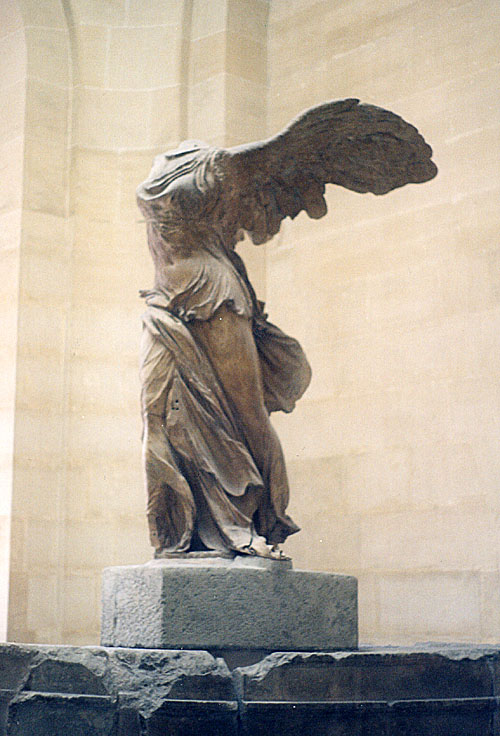
Statuia lui Nike, zeița victoriei în mitologia greacă (Muzeul Luvru Paris)

Din cauză că nu a fost un port natural și cea mai mare parte a teritoriului său muntos nu era favorabilă agriculturii, Samothraki nu a avut nicio relevanță politică în Grecia Antică. Cu toate acestea, insula a fost "casa marilor zei", găzduind Sanctuarul Samothraki, important din punct de vedere al ceremoniilor religioase elene. Printre cei care au fost inițiați în cultul insulei se numără și Regele Spartei Lisandru, Filip al II-lea al Macedoniei și Cornelius Piso, socrul lui Iulius Cezar.
Orașul antic („Palaeopoli”) era situat pe țărmul de nord al insulei, unde astăzi încă se găsesc importante ruine (zidurile au fost constuite în stilul masiv Ciclopic). Sanctuarul Marilor Zei, unde aveau loc ritualuri misterioase, asemănătoare Misterele din Eleusis, se află în aceași zonă nordică a insulei.
Samothraki a fost locuită întâi de către pelasgi, apoi de către carieni și abia ulterior de către traci. Deși Strabo a contrazis această teorie, se crede că la sfârșitul secolului al VIII-lea î.e.n. insula a fost colonizată de către grecii din Samos, de unde și numele Samothraki(„Samos din Tracia”). Descoperirile arheologice plasează prezența grecilor pe insulă începând cu secolul al VI-lea î.e.n.
Samothraki a fost cucerită de către Imperiul Persan în anul 508 î.e.n., trecând ulterior sub control Atenian. În secolul al V-lea î.e.n. Samothraki a făcut parte din Liga Deliană. Filip al II-lea cucerește insula, care rămâne sub dominație macedoneană până în anul 168 î.e.n. După Bătălia de la Pydna, Samothraki devine independentă și își păstrează acest statut până în anul 70 e.n. când Vespasian o include în Imperiul Roman.
În Noul Testament, cartea Faptele Apostolilor, este menționat că Apostolul Pavel, în timpul celei de a doua călătorii misionare ale sale în afara Palestinei, în drumul său către Macedonia, a înnoptat pe Samothraki (16:11). Sfântul Teofan Mărturisitorul a murit aici în 818.

### Era Post-Romană
Insula a făcut parte din Imperiul Bizantin până la 1204, când trece sub dominația Republicii Venețiene, pentru ca ulterior, în anul 1355, să devină proprietatea familiei genoveze Gattilusi.
În 1457, Samothraki a fost ocupată de către Imperiul Otoman, iar în timpul dominației acestuia insula a fost numită Semadirek.
La mijlocul secolului al XVII-lea, Bernard Randolph, în timp ce descrie insula alături de Thasos și Imbros, afirmă că toate cele trei insule au fost neglijate pentru că au fost inundate de pirați și în fiecare dintre ele mai erau doar două sau trei sate. În timpul războiului de independență al Greciei (1821-1831), în Samotraki a avut loc o răscoală a populației împotriva autorităților turce care s-a încheiat cu uciderea celei mai mari părți a populației. După cucerirea capitalei Chora, otomanii s-au raspândit în alte zone populate și au început să-i masacreze sistematic prin decapitare pe aproape toți bărbații întâlniți, în timp ce pe alți locuitori i-au înrobit (în principal copii) care erau destinați să fie vânduți la piețele de sclavi din Constantinopol și Izmir.  Otomanii au jefuit satele înainte de a le incendia. Douăsprezece oameni au fost spânzurați de catargele navelor otomane pentru a insufla frica în supraviețuitori. Insula s-a repopulat cu greu, în 1835 având doar 400 locuitori, care trăiau în sărăcie.
În 1913, ca o consecință a Primului Război Balcanic, Samothraki revine grecilor. În timpul celui de Al Doilea Război Mondial, insula a fost ocupată de bulgari pentru o scurtă perioadă de timp.
Portul modern Kamariotissa se află pe coasta de nord-vest a insulei și asigură legătura cu feribotul cu importante localități din nordul Greciei: Alexandroupolis și Kavala. 
Insula nu are niciun aeroport comercial. Printre atracțiile turistice ale insulei se numără și ruinile fortificațiilor genoveze, pitorescul Chora (orașul vechi) și mai multe cascade.

## Repere
Cel mai faimos sit arheologic al insulei este Sanctuarul Marilor Zei (Hieron ton Megalon Theon).
Cel mai cunoscut artefact al insulei a fost descoperit în anul 1863 de către arheologul francez Charles Champoiseau. Statuia de 3,28 m sculptată în marmură albă de Paros este dedicată zeiței Nike și datează din anii 220-190 î.e.n..

## Referințe

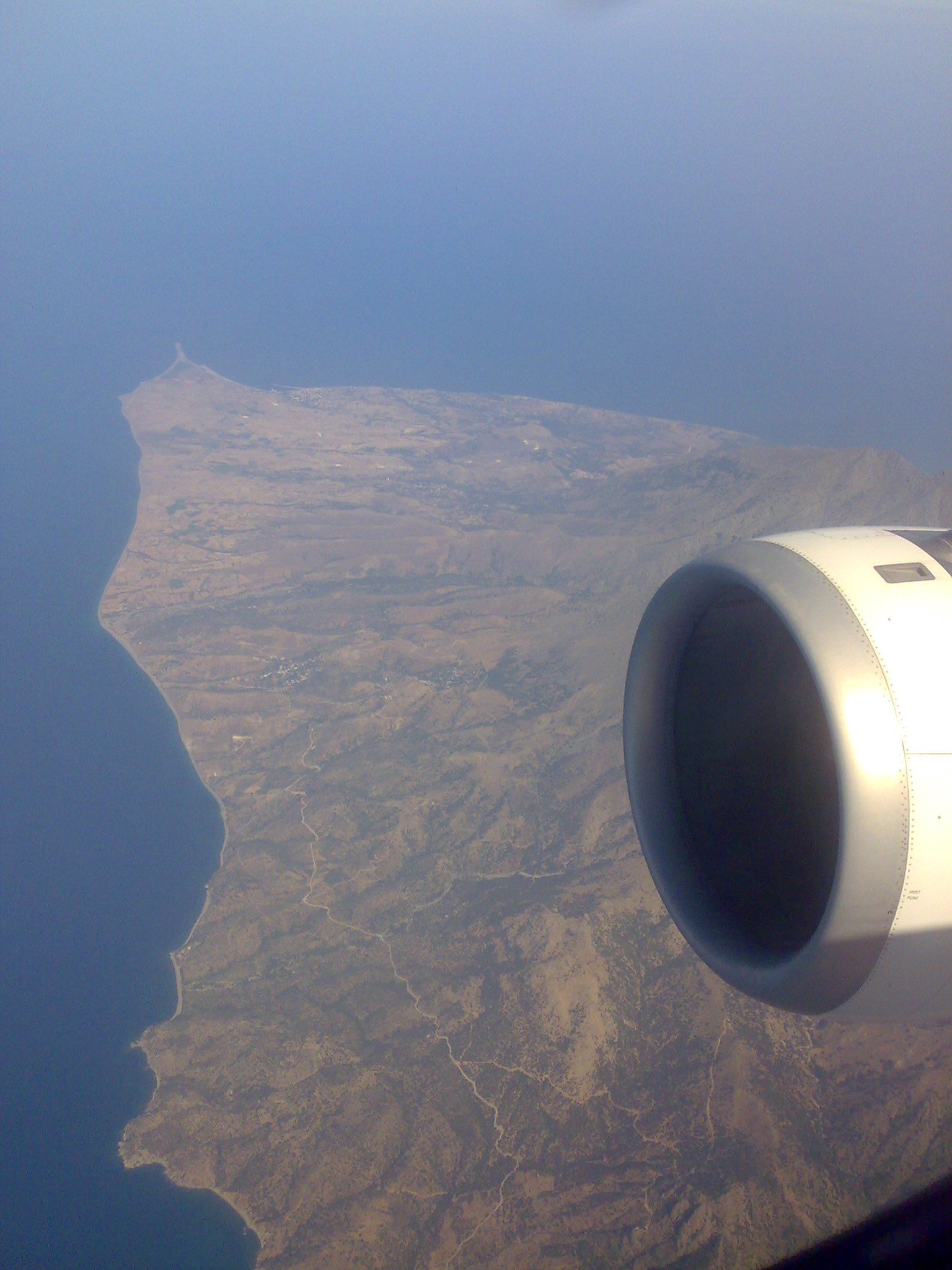
Samothraki - vedere aeriană

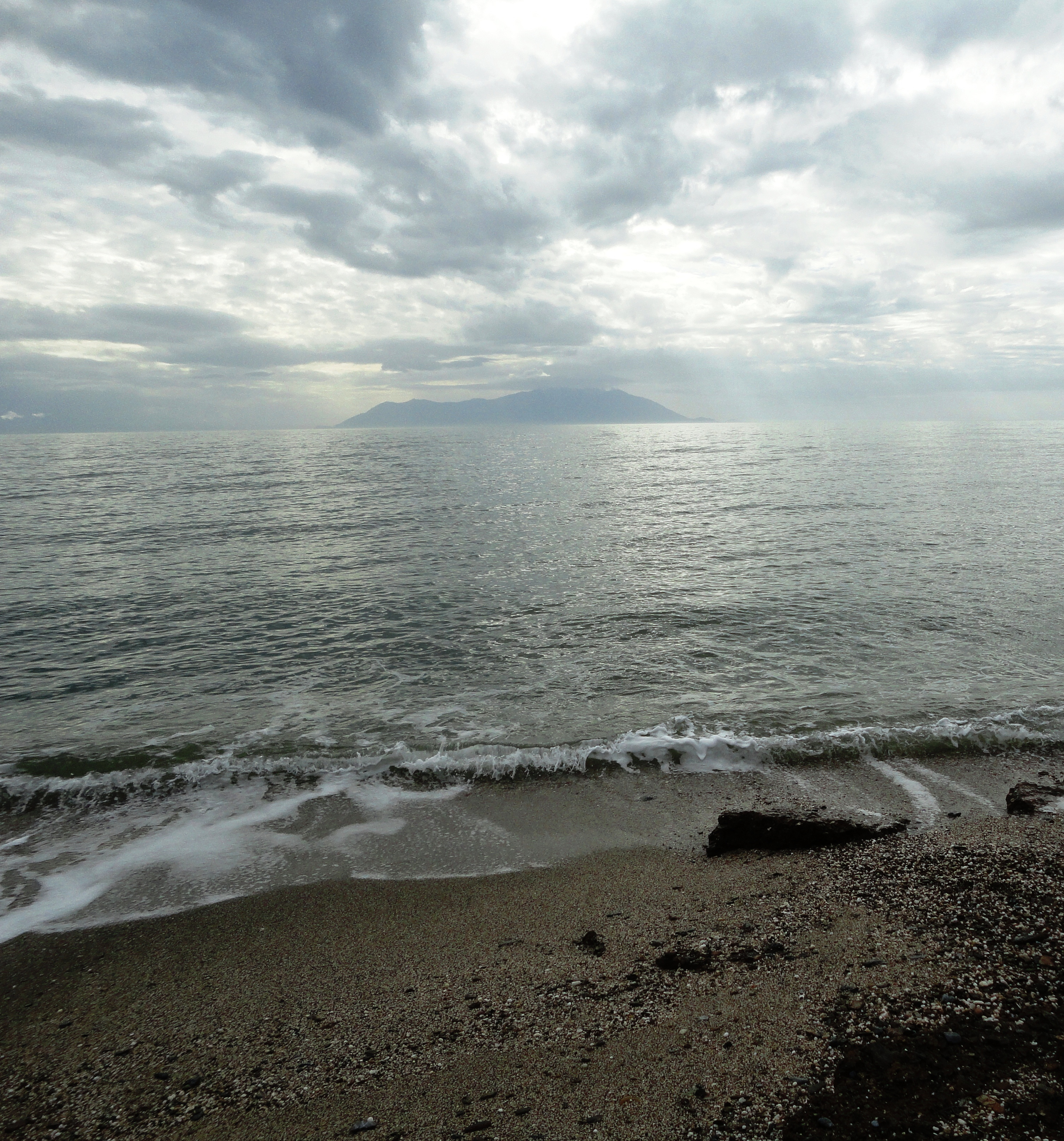
Samothraki văzută de pe plaja Dikella

## Localități

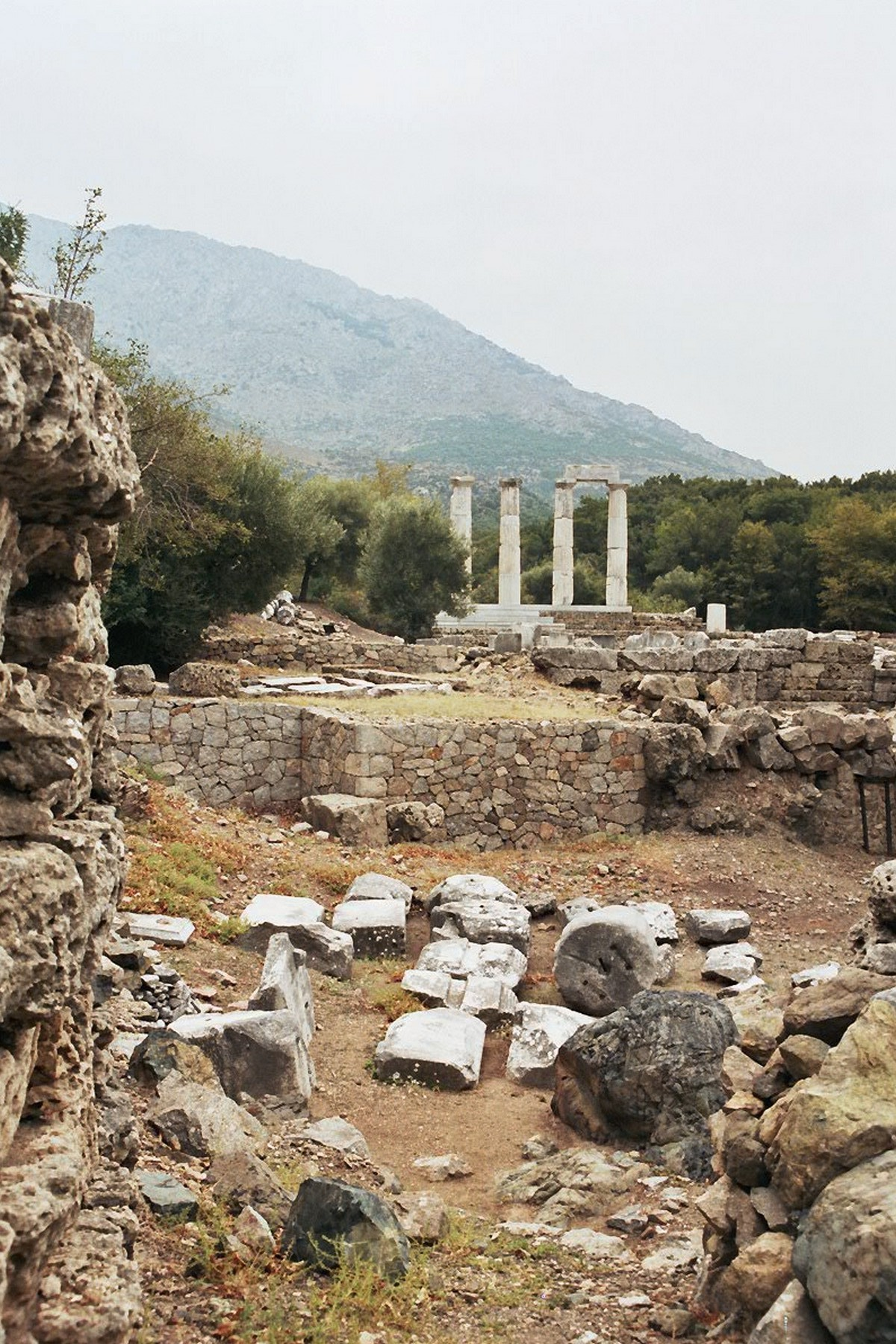
Sanctuarul de pe insulă

- Alonia (populație: 251)
- Ano Karyotes (15)
- Ano Meria (58)
- Dafnes (11)
- Kamariotissa (969)
- Kato Karyotes (37)
- Katsampas (12)
- Lakkoma (329)
- Makrylies (9)
- Mpaxedes (0)
- Pahia Ammos
- Palaiopoli (25)
- Potamia (3)
- Profitis Ilias (214)
- Remboutsadika
- Samothraki (677)
- Therma  (74)
- Xiropotamos  (39)

## Populația insulei de-a lungul timpului
| An   | Populația insulei |
| ---- | ----------------- |
| 1981 | 2,871             |
| 1991 | 3,083             |
| 2001 | 2,723             |